# Brenno (fotbollsspelare)
Brenno Oliveira Fraga Costa, född 1 april 1999 i Sorocaba, är en brasiliansk fotbollsspelare.
Han blev olympisk guldmedaljör i fotboll vid sommarspelen 2020 i Tokyo.